# Seznam premiérů Norska
Toto je seznam předsedů norské vlády od založení samostatného Norska v roce 1905.

## Premiéři (1905–1940)
| Pořadí | Portrét | Jméno (narození–úmrtí)             | Vstup do úřadu                     | Odchod z úřadu    | Strana | Strana             | Volby     | Vláda             | Panovník                |
| ------ | ------- | ---------------------------------- | ---------------------------------- | ----------------- | ------ | ------------------ | --------- | ----------------- | ----------------------- |
| 1      |         | Christian Michelsen (1857–1925)    | 11. března 1905                    | 23. října 1907    |        | Venstre            | 1906      | Michelsen         | Haakon VII. (1905–1957) |
| 2      |         | Jørgen Løvland (1848–1922)         | 23. října 1907                     | 19. března 1908   |        | Venstre            | –         | Løvland           | Haakon VII. (1905–1957) |
| 3      |         | Gunnar Knudsen (1848–1928)         | 19. března 1908                    | 2. února 1910     |        | Venstre            | 1909      | Knudsen I         | Haakon VII. (1905–1957) |
| 4      |         | Wollert Konow (1845–1924)          | 2. února 1910                      | 20. února 1912    |        | Frisinnede Venstre | –         | Konow             | Haakon VII. (1905–1957) |
| 5      |         | Jens Bratlie (1856–1939)           | 20. února 1912                     | 31. ledna 1913    |        | Høyre              | 1912      | Bratlie           | Haakon VII. (1905–1957) |
| 6      |         | Gunnar Knudsen (1848–1928)         | 31. ledna 1913                     | 21. června 1920   |        | Venstre            | 1915 1918 | Knudsen II        | Haakon VII. (1905–1957) |
| 7      |         | Otto Bahr Halvorsen (1872–1923)    | 21. června 1920                    | 22. června 1921   |        | Høyre              | –         | Bahr Halvorsen I  | Haakon VII. (1905–1957) |
| 8      |         | Otto Albert Blehr (1847–1927)      | 22. června 1921                    | 6. března 1923    |        | Venstre            | 1921      | Blehr II          | Haakon VII. (1905–1957) |
| 9      |         | Otto Bahr Halvorsen (1872–1923)    | 6. března 1923                     | 23. května 1923   |        | Høyre              | –         | Bahr Halvorsen II | Haakon VII. (1905–1957) |
| 10     |         | Abraham Berge (1851–1936)          | 30. května 1923                    | 25. července 1924 |        | Frisinnede Venstre | –         | Berge             | Haakon VII. (1905–1957) |
| 11     |         | Johan Ludwig Mowinckel (1870–1943) | 25. července 1924                  | 5. března 1926    |        | Venstre            | 1924      | Mowinckel I       | Haakon VII. (1905–1957) |
| 12     |         | Ivar Lykke (1872–1949)             | 5. března 1926                     | 28. ledna 1928    |        | Høyre              | 1927      | Lykke             | Haakon VII. (1905–1957) |
| 13     |         | Christopher Hornsrud (1859–1960)   | 28. ledna 1928                     | 15. února 1928    |        | Strana práce       | –         | Hornsrud          | Haakon VII. (1905–1957) |
| 14     |         | Johan Ludwig Mowinckel (1870–1943) | 15. února 1928                     | 12. května 1931   |        | Venstre            | 1930      | Mowinckel II      | Haakon VII. (1905–1957) |
| 15     |         | Peder Kolstad (1878–1932)          | 12. května 1931                    | 5. března 1932    |        | Agrární strana     | –         | Kolstad           | Haakon VII. (1905–1957) |
| 16     |         | Jens Hundseid (1883–1965)          | 14. března 1932                    | 3. března 1933    |        | Agrární strana     | –         | Hundseid          | Haakon VII. (1905–1957) |
| 17     |         | Johan Ludwig Mowinckel (1870–1943) | 3. března 1933                     | 20. března 1935   |        | Venstre            | 1933      | Mowinckel III     | Haakon VII. (1905–1957) |
| 18     |         | Johan Nygaardsvold (1879–1952)     | 20. března 1935 in exile from 1940 | 25. června 1945   |        | Strana práce       | 1936      | Nygaardsvold      | Haakon VII. (1905–1957) |

## Hlavy vlády (1940–1945)
| Portrait | Name (birth–death)                    | Term of office | Term of office | Party | Party           | Cabinet coalition  |
| Portrait | Name (birth–death)                    | Took office    | Left office    | Party | Party           | Cabinet coalition  |
| -------- | ------------------------------------- | -------------- | -------------- | ----- | --------------- | ------------------ |
|          | Vidkun Quisling (1887–1945)           | 9. dubna 1940  | 15. dubna 1940 |       | Národní jednota | Quisling I         |
|          | Ingolf Elster Christensen (1872–1943) | 15. dubna 1940 | 25. září 1940  |       | Høyre           | Úřední rada        |
|          | Josef Terboven (1898–1945)            | 25. září 1940  | 1. února 1942  |       | NSDAP           | Reichskommissariat |
|          | Vidkun Quisling (1887–1945)           | 1. února 1942  | 9. května 1945 |       | Národní jednota | Quisling II        |

## Premiéři (od 1945)
| Pořadí | Portrét   | Jméno (narození–úmrtí)            | Nástup do úřadu    | Odchod z úřadu     | Strana        | Strana                   | Volby     | Vláda            | Panovník                |
| ------ | --------- | --------------------------------- | ------------------ | ------------------ | ------------- | ------------------------ | --------- | ---------------- | ----------------------- |
| 23     |           | Einar Gerhardsen (1897–1987)      | 25. června 1945    | 19. listopadu 1951 |               | Strana práce             | —         | Gerhardsen I     | Haakon VII. (1905–1957) |
| 23     | 1945 1949 | Einar Gerhardsen (1897–1987)      | 25. června 1945    | 19. listopadu 1951 | Gerhardsen II | Strana práce             |           |                  | Haakon VII. (1905–1957) |
| 24     |           | Oscar Torp (1893–1958)            | 19. listopadu 1951 | 22. ledna 1955     |               | Strana práce             | 1953      | Torp             | Haakon VII. (1905–1957) |
| 25     |           | Einar Gerhardsen (1897–1987)      | 22. ledna 1955     | 28. srpna 1963     |               | Strana práce             | 1957 1961 | Gerhardsen III   | Olaf V. (1957–1991)     |
| 26     |           | John Lyng (1905–1978)             | 28. srpna 1963     | 25. září 1963      |               | Høyre                    | —         | Lyng             | Olaf V. (1957–1991)     |
| 27     |           | Einar Gerhardsen (1897–1987)      | 25. září 1963      | 12. října 1965     |               | Strana práce             | —         | Gerhardsen IV    | Olaf V. (1957–1991)     |
| 28     |           | Per Borten (1913–2005)            | 12. října 1965     | 17. března 1971    |               | Strana středu            | 1965 1969 | Borten           | Olaf V. (1957–1991)     |
| 29     |           | Trygve Bratteli (1910–1984)       | 17. března 1971    | 18. října 1972     |               | Strana práce             | —         | Bratteli I       | Olaf V. (1957–1991)     |
| 30     |           | Lars Korvald (1916–2006)          | 18. října 1972     | 16. října 1973     |               | Křesťanská lidová strana | —         | Korvald          | Olaf V. (1957–1991)     |
| 31     |           | Trygve Bratteli (1910–1984)       | 16. října 1973     | 15. ledna 1976     |               | Strana práce             | 1973      | Bratteli II      | Olaf V. (1957–1991)     |
| 32     |           | Odvar Nordli (1926–2018)          | 15. ledna 1976     | 4. února 1981      |               | Strana práce             | 1977      | Nordli           | Olaf V. (1957–1991)     |
| 33     |           | Gro Harlem Brundtlandová (* 1939) | 4. února 1981      | 14. října 1981     |               | Strana práce             | —         | Brundtlandová I  | Olaf V. (1957–1991)     |
| 34     |           | Kåre Willoch (1928–2021)          | 14. října 1981     | 9. května 1986     |               | Høyre                    | 1981      | Willoch I        | Olaf V. (1957–1991)     |
| 34     | 1985      | Kåre Willoch (1928–2021)          | 14. října 1981     | 9. května 1986     | Willoch II    | Høyre                    |           |                  | Olaf V. (1957–1991)     |
| 35     |           | Gro Harlem Brundtlandová (* 1939) | 9. května 1986     | 16. října 1989     |               | Strana práce             | —         | Brundtlandová II | Olaf V. (1957–1991)     |
| 36     |           | Jan Peder Syse (1930–1997)        | 16. října 1989     | 3. listopadu 1990  |               | Høyre                    | 1989      | Syse             | Olaf V. (1957–1991)     |
| 37     |           | Gro Harlem Brundtlandová (* 1939) | 3. listopadu 1990  | 25. října 1996     |               | Strana práce             | 1993      | Brundtland III   | Harald V. (1991–dosud)  |
| 38     |           | Thorbjørn Jagland (* 1950)        | 25. října 1996     | 17. října 1997     |               | Strana práce             | —         | Jagland          | Harald V. (1991–dosud)  |
| 39     |           | Kjell Magne Bondevik (* 1947)     | 17. října 1997     | 17. března 2000    |               | Křesťanská lidová strana | 1997      | Bondevik I       | Harald V. (1991–dosud)  |
| 40     |           | Jens Stoltenberg (* 1959)         | 17. března 2000    | 19. října 2001     |               | Strana práce             | —         | Stoltenberg I    | Harald V. (1991–dosud)  |
| 41     |           | Kjell Magne Bondevik (* 1947)     | 19. října 2001     | 17. října 2005     |               | Křesťanská lidová strana | 2001      | Bondevik II      | Harald V. (1991–dosud)  |
| 42     |           | Jens Stoltenberg (* 1959)         | 17. října 2005     | 16. října 2013     |               | Strana práce             | 2005 2009 | Stoltenberg II   | Harald V. (1991–dosud)  |
| 43     |           | Erna Solbergová (* 1961)          | 16. října 2013     | 14. října 2021     |               | Høyre                    | 2013      | Solberg I        | Harald V. (1991–dosud)  |
| 43     | 2017      | Erna Solbergová (* 1961)          | 16. října 2013     | 14. října 2021     | Solberg II    | Høyre                    |           |                  | Harald V. (1991–dosud)  |
| 43     | —         | Erna Solbergová (* 1961)          | 16. října 2013     | 14. října 2021     | Solberg III   | Høyre                    |           |                  | Harald V. (1991–dosud)  |
| 43     | —         | Erna Solbergová (* 1961)          | 16. října 2013     | 14. října 2021     | Solberg IV    | Høyre                    |           |                  | Harald V. (1991–dosud)  |
| 44     |           | Jonas Gahr Støre (* 1960)         | 14. října 2021     |                    |               | Strana práce             | 2021      | Støre            | Harald V. (1991–dosud)  |